# TDECU Stadium
Das TDECU Stadium (voller Name: John O’Quinn Field at TDECU Stadium) ist ein College-Football-Stadion in der US-amerikanischen Stadt Houston im Bundesstaat Texas. Es befindet sich auf dem Campus der University of Houston und bietet Platz für 40.000 Zuschauer. Derzeit trägt das College-Football-Team der University of Houston, die Houston Cougars, seine Heimspiele im TDECU Stadium aus. Die Houston Roughnecks aus der Football-Liga XFL nutzten 2020 das Stadion für ihre Heimspiele. 2023 kehrt das Team in das Stadion der Universität zurück.

## Geschichte
Anfang 2010 ließ die University of Houston eine Machbarkeitsstudie über eine mögliche Sanierung des Robertson Stadium, das von 1946 bis 2013 Austragungsort der Heimspiele der Houston Cougars war, erstellen. Im Juni kam man zu dem Schluss, dass die Struktur bei einem Umbau völlig zerstört würde. Der Neubau wurde um etwa 90° gedreht, um den Fans auf der Südseite einen Blick auf die Skyline von Houston zu bieten. Die Arbeiten am alten Stadiongelände wurden im Dezember 2012 aufgenommen. Der offizielle Spatenstich fand am 8. Februar 2013 statt. Die Kosten beliefen sich auf 128 Mio. US-Dollar. Am 29. August 2014 fand die erste Partie im TDECU Stadium zwischen den Houston Cougars und den UTSA Roadrunners statt. Es bieten sich den Zuschauern 26 große Suiten, 42 kleinere Skyboxen und 766 Firmensitze. Die Anlage ist auf 40.000 Besucher ausgelegt. Sollte Bedarf bestehen, ließe sich der Bau ohne größeren Aufwand um 20.000 Plätze erweitern. Es trägt den vollen Namen John O’Quinn Field at TDECU Stadium.

### Name
Der Namenssponsor ist seit 2014 der Finanzdienstleister Texas Dow Employees Credit Union (TDECU). Im September 2022 wurde der Vertrag für 20 Mio. US-Dollar bis 2034 verlängert. Die Vertrag beinhaltet eine Option um eine weitere Verlängerung um fünf Jahre.